# Братское сельское поселение (Тихорецкий район)
Братское сельское поселение — муниципальное образование в Тихорецком районе Краснодарского края России.
В рамках административно-территориального устройства Краснодарского края ему соответствует Братский сельский округ.
Административный центр — посёлок Братский.

## Население
| 2010  | 2012  | 2013  | 2014  | 2015  | 2016  | 2017  |
| ----- | ----- | ----- | ----- | ----- | ----- | ----- |
| 2480  | ↘2462 | ↗2465 | ↘2458 | ↗2474 | ↘2447 | ↘2387 |
| 2018  | 2019  | 2020  | 2021  | 2023  |       |       |
| →2387 | ↘2381 | ↘2340 | ↘2127 | ↘2051 |       |       |

## Населённые пункты
В состав сельского поселения (сельского округа) входят 8 населённых пунктов:
| № | Населённый пункт      | Тип населённого пункта | Население (чел.) |
| - | --------------------- | ---------------------- | ---------------- |
| 1 | Братский              | посёлок                | ↘1227            |
| 2 | Западный              | посёлок                | ↘0               |
| 3 | Красный Борец         | посёлок                | ↘57              |
| 4 | Латыши                | хутор                  | ↘140             |
| 5 | Ленинское Возрождение | хутор                  | ↘490             |
| 6 | Мирный                | посёлок                | ↘536             |
| 7 | Советский             | посёлок                | ↘19              |
| 8 | Южный                 | посёлок                | ↗11              |